# Сальза (коммуна)
Сальза́ (фр. Salza) — коммуна во Франции, находится в регионе Лангедок — Руссильон. Департамент коммуны — Од. Входит в состав кантона Мутуме. Округ коммуны — Каркасон.
Код INSEE коммуны — 11374.

## Население
Население коммуны на 2008 год составляло 18 человек.
| 1962 | 1968 | 1975 | 1982 | 1990 | 1999 | 2008 |
| ---- | ---- | ---- | ---- | ---- | ---- | ---- |
| 28   | 18   | 10   | 20   | 19   | 22   | 18   |

## Экономика
В 2007 году среди 12 человек в трудоспособном возрасте (15—64 лет) 8 были экономически активными, 4 — неактивными (показатель активности — 66,7 %, в 1999 году было 77,8 %). Из 8 активных работали 6 человек (4 мужчины и 2 женщины), безработных было 2 (1 мужчина и 1 женщина). Среди 4 неактивных 1 человек был учеником или студентом, 2 — пенсионерами, 1 был неактивным по другим причинам.